# Električna jegulja
Električna jegulja(Electrophorus electricus) je riba koja pripada porodici Gymnotidae iz reda Gymnotiformes a ne jeguljkama (red Anguilliformes) kako im ime sugerira.
Dugačko, u presjeku okruglo, zmijoliko tijelo te slatkovodne ribe pokriveno je debelom kožom i sluzi koja je štiti. Malena tupa glava s velikim ustima nastavlja se na do 2,5 metra dugačko tijelo od čega na repni dio otpada tri četvrtine ukupne duljine. Nema leđnih a ni repnu peraju. Može doseći težinu do 20 kilograma. Kreće se nabiranjem podrepne peraje koja se pruža gotovo čitavom trbušnom stranom tijela i završava na vrhu repa. Ima slabo razvijene oči, noćna je životinja. U dugom i snažnom repu nalaze se električni organi pomoću kojih omamljuje ili ubija vodene životinje kojima se hrani. Električnim organima može proizvesti električno pražnjenje napona do 650 V.
Živi u mirnim dijelovima riječnih tokova siromašnim kisikom, muljevitog dna na sjeveroistoku Južne Amerike od Brazila pa na sjeveru do Gvajane. Oko 80% kisika potrebnog za život riba uzima preko posebnih krvnih žila u gotovo bezzubim ustima, zbog čega dolazi prosječno svakih 10 do 15 minuta na površinu uzeti zrak. Preostalih 20% kisika uzima škrgama.